# Petrine Sonne
Johanne Petrine Sonne (født Møller; 25. november 1870 i København – 26. maj 1946 i Vedbæk) var en dansk skuespiller. Søster til skuespilleren Valdemar Møller. Debuterede uden uddannelse på Folketeatret 1892. Derefter skuespiller ved Casino, Frederiksberg Teater, Det Ny Teater 1911-1927 og igen på Folketeatret fra 1927 og til sin død. Blev anvendt meget i radioen.

## Filmografi
Udvalgte film:
- En Kvinde af Folket– 1909
- Den nærsynede Guvernante 1909
- Du skal ære - – 1918
- Barken Margrethe af Danmark – 1934
- København, Kalundborg og - ? – 1934
- Fange nr. 1 – 1935
- Millionærdrengen – 1936
- Bolettes brudefærd – 1938
- Alle går rundt og forelsker sig – 1941
- Thummelumsen – 1941
- En mand af betydning – 1941
- Tag til Rønneby kro – 1941
- Tobiasnætter – 1941
- Tror du jeg er født i går? – 1941
- En herre i kjole og hvidt – 1942
- Et skud før midnat – 1942
- Hans onsdagsveninde – 1943
- Bedstemor går amok – 1944
- Biskoppen – 1944
- Det kære København – 1944
- Mordets melodi – 1944
- Otte akkorder – 1944
- Spurve under taget – 1944
- To som elsker hinanden – 1944
- Man elsker kun een gang – 1945
- Billet mrk. – 1946